# Хинганские тоннели
Хинганские тоннели — 7 железнодорожных тоннелей (Рачинский, Тарманчуканский, Касаткинский, Малый и Большой Казачинские, Облученский и Лагар-Аульский) Транссибирской магистрали, проложенные через отроги Малого Хинганского хребта.
Расположены на 154-километровом участке Дальневосточной железной дороги между станциями Архара (Архаринский район Амурской области) и Известковая (Облученский район Еврейской автономной области).
На начало XXI века большинство тоннелей, построенных при прокладке Транссиба в начале XX века, капитально отремонтированы и реконструированы. Параллельно старым тоннелям построены новые тоннели. Старый Тарманчуканский тоннель законсервирован. Малый Казачинский тоннель разобран. В начале 2010-х годов решался вопрос о реконструкции Касаткинского тоннеля. Таким образом, после ввода осенью 2013 года в эксплуатацию нового Облученского тоннеля, на Дальневосточной железной дороге эксплуатировались 10 Хинганских тоннелей — 8 однопутных (4 пары) и 2 двухпутных.

## Геологические условия
Старые Хинганские тоннели имели протяженность от 75 м до 1630 м, длина новых составляет от 462 м до 2030 м. Они залегают на глубине от 20 до 130 м. Построены в сложных геологических и гидрогеологических условиях (проложены в горных породах Малого Хингана, принадлежащих разным структурным этажам, различной степени дислоцированности, метаморфизма и литификации). Сейсмичность района 8 баллов.

## История строительства

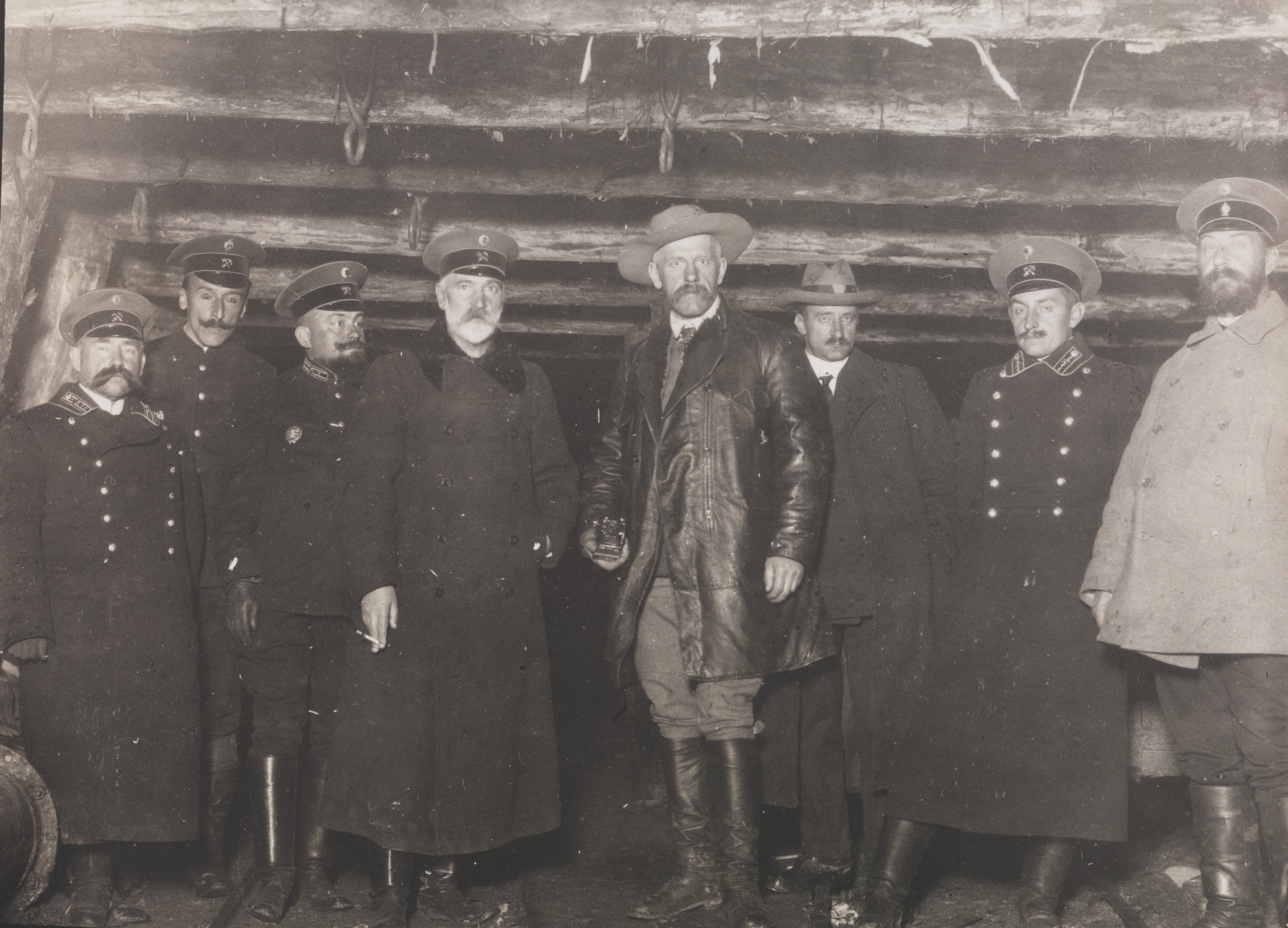
Ливеровский, Сперанский, Сконгаревский, Вурцель, Нансен, Ратьен, Розенберг и Фёдоров в Рачинском тоннеле, 1913

Все старые Хинганские тоннели возводились в период 1912—1915 гг. во время строительства восточного участка Амурской железной дороги. Всего же на восточном участке Амурской железной дороги от Малиновки до Хабаровска, имеющем протяженность 497 км, было построено 8 тоннелей. Работы на восточном участке начались в 1912 г. под руководством М. С. Навроцкого, но через несколько месяцев его сменил А. В. Ливеровский. Строительство тоннелей велось под руководством инженеров В. Г. Коссаковского, И. Н. Скугаревского, Э. Г. Розенберга, А. Н. Пассека, И. И. Борковского, С. В. Хлебникова, А. С. Сперанского и техника Н. А. Вакулина.
Все тоннели строились под два пути, но вплоть до 1930-х гг. для движения использовался только один путь, второй — для ремонтных работ.
Тоннели сооружались с применением средств малой механизации и ручного механизированного инструмента. На строительстве широко применялись новые приспособления и механизмы: компрессоры, пневмоперфораторы, камнедробилки и т. п.
Тоннельные обделки возводились из камня (бутовая кладка) или монолитного бетона.

## Состояние тоннелей до реконструкции
Геологические и гидрогеологические условия горных массивов Малого Хингана, через которые проходили тоннели, были изучены недостаточно хорошо. Поэтому достоверно спрогнозировать горное давление и притоки грунтовых вод к тоннелям было затруднительно. Многие тоннели оказались построены в крайне неблагоприятных условиях. Так, например, один тоннель оказался водообильным, другой проходил в толще пород с вечной мерзлотой, третий — в грунтах с агрессивными сернокислыми водами. По данным современных исследований, наиболее неблагоприятное воздействие испытали Лагар-Аульский (при строительстве не был учтен химический состав подземных вод, неправильно выбрана конструкция обделки при реконструкции), Тарманчуканский (по причине недооценки тектонической нарушенности массива при реконструкции) и Рачинский (вследствие низких показателей физико-механических свойств горных пород и обводненности) тоннели.
За длительный период эксплуатации тоннели пришли в аварийное состояние. Кроме того, внутреннее очертание двухпутных тоннелей постройки начала XX века не соответствовало современному габариту приближения строения «С». Все это привело к тому, что с 1990-х годов на Дальневосточной железной дороге начали выполняться работы по реконструкции тоннелей.

## Реконструкция тоннелей
Как правило, реконструкция тоннелей осуществлялась по следующей схеме: на расстоянии 25-70 м от оси существующего («старого») двухпутного тоннеля, который часто негабаритный, возводится новый однопутный. Движение поездов переключается на новый тоннель, а «старый» — реконструируется под один путь.
Проходка новых и реконструкция старых тоннелей велась с применением мощных высокопроизводительных машин и проходческих комплексов, обделка возводилась на инвентарных металлических передвижных опалубках. Все это позволило существенно сократить сроки строительства и повысить качество работ.

## Хинганские тоннели — текущее состояние
При пересечении Малого Хингана на участке железной дороги Архара — Облучье — Известковая длиной 154 км изначально было сооружено 7 тоннелей, располагающихся с запада на восток с 8111-го по 8205-й км Транссиба в такой последовательности:
1. Рачинский тоннель (в настоящее время это два однопутных тоннеля) расположен на 8111-м км Дальневосточной железной дороги на перегоне Урил — Рачи (участок Архара — Облучье). Построенный в 1914 году тоннель был длиной 917,8 м. Реконструкция этого тоннеля под электротягу велась в 1979-1981 гг., а капитальный ремонт — в 2002-2004 гг., после которого длина старого тоннеля составила 925 м. По нему проходит нечётный путь. В 1990 г. в 25-30 м к югу от старого тоннеля было завершено строительство нового однопутного Рачинского тоннеля[8]. В 2005 г. новый тоннель вслед за старым также был капитально отремонтирован, его длина составляет 955,6 м. Новый тоннель используется под чётный путь.
2. Тарманчуканский тоннель (в настоящее время вместо старого тоннеля построен новый двухпутный тоннель) расположен на 8140-м км Дальневосточной железной дороги на перегоне Тарманчукан — Кундур-Хабаровский (участок Архара — Облучье). Старый тоннель длиной 1630 м[9] был построен в 1912-1915 гг. В 1990-2004 гг. южнее старого тоннеля и параллельно ему был сооружён новый двухпутный тоннель длиной 2030 м (самый длинный из Хинганских тоннелей)[10], после чего старый тоннель был законсервирован.
3. Касаткинский тоннель расположен на 8148-м км Дальневосточной железной дороги на перегоне Тарманчукан — Кундур-Хабаровский (участок Архара — Облучье, координаты тоннеля: 49°08’23.6"N 130°44’30.9"E) был построен в 1914 г[4], был самым коротким из Хинганских тоннелей — длиной 75 м. В 2009 г. было подготовлено техническое задание на реконструкцию тоннеля[11]. В настоящее время используется как двухпутный тоннель, длина составляет 71 м.
4. Малый Казачинский тоннель[12] был расположен на 8163-м км Дальневосточной железной дороги на перегоне Кундур-Хабаровский — Казачий (участок Архара — Облучье, координаты тоннеля: 49°03′35.7″N 130°48′56.1″E) в километре от станции Казачий. Тоннель был построен в 1912-1913 гг. и имел длину 132 м. Разобран[3]. Через перевальный участок по оси срытого тоннеля выполнено устройство земляного полотна, проложены 2 пути с допустимыми уклонами по ходу движения.
5. Большой Казачинский тоннель (в настоящее время это два однопутных тоннеля) расположен на 8166-м км Дальневосточной железной дороги на перегоне Казачий — Ядрин (участок Архара — Облучье, координаты тоннеля: 49°02′52.1″N 130°51′28.6″E). Старый тоннель длиной 454 м построен в 1912-1913 гг. Новый Большой Казачинский тоннель длиной 462 м введен в эксплуатацию в 1997 году[7].
6. Облученский тоннель (в настоящее время это два однопутных тоннеля) расположен на 8193-м км Дальневосточной железной дороги на перегоне Облучье — Ударный (участок Облучье — Известковая). Старый тоннель длиной 311 м построен в 1912-1915 гг. на изгибе трассы и имеет малый радиус закругления пути, из-за чего скорость движения поездов была ограничена в нём до 25-40 км/ч. Сейчас используется под чётный путь. В 2011 — 2013 годах параллельно старому и севернее него построен новый Облученский тоннель длиной 862 м с гораздо большим радиусом закругления пути, допускающим более высокую скорость движения поездов (открыт 31 октября 2013 года)[13][14]. По новому тоннелю проходит нечётный путь.
7. Лагар-Аульский тоннель (в настоящее время это два однопутных тоннеля) расположен на 8205-м км Дальневосточной железной дороги на перегоне Ударный — Лагар-Аул (участок Облучье — Известковая). Старый тоннель длиной 1260 м был построен в 1912—1914 гг. В 1976—1981 гг. и в 2006-2009 гг. реконструирован, после повторного открытия 14 июля 2009 г. используется под нечётный путь. В 2006 году южнее и параллельно старому тоннелю был построен новый Лагар-Аульский тоннель длиной 1278 м[15] под чётный путь.